# Hexatoma (Eriocera) regina kiuhuana
Hexatoma (Eriocera) regina kiuhuana is een ondersoort van de tweevleugelige Hexatoma (Eriocera) regina uit de familie steltmuggen (Limoniidae). De ondersoort komt voor in het Palearctisch gebied.